# Hoel I (rei)
Hoel I (francès Hoël Ier, † 545) fou un cap armoricà que va regnar uns trenta anys.
La llegenda el fa fill de Deroch i de Lanwenn, i germà de Riwall, duc de Domnònia vers 511; una altra versió el fa fill de sant Urfold i de santa Riwanon, mare de sant Hervé. S'hauria casat amb Pompea o Pompeia, després santa Pompea (Alma Pompeïa o Coupaia), amb la que va tenir al seu successor Hoel II; altres fills foren sant Tugdual, sant Llunar (o Lenor, o Léonor) i santa Sewa (o Sève).
Hoel I hauria vençut al cap viking Corsol (Korsold) que s'havia fortificat a l'illa Callot a Carantec després d'haver saquejat el país. Una altra tradició, això no obstant, dona com a vencedor de Kordold a Rivallon Murmaczon i no a Hoel I.
Hoel, rei de Domnònia fou obligat a passar la mar al front dels seus i es va refugiar a Càmbria el 509; quatre anys després va retornar a la seva llar seguit de 15.000 guerrers i va prendre una revenja sagnant sobre els frisons (danesos/vikings) que havien assolat Bretanya durant 11 anys, i que carregats de botí s'havien retirat a Carantec (a tres llegues de Morlaix) on s'havien ajuntat uns 50.000; Hoël va desembarcar i va derrotar els vikings completament. Al teatre de la seva victòria va fer construir una capella, que la tradició situa a l'illa de Callot; el seu prestigi li va permetre governat a tota Bretanya durant uns trenta anys, de manera encertada.